# 森林凤梨草莓
森林凤梨草莓，是一种为将凤梨草莓和森林草莓(也称野草莓)的优秀品质结合而创造的杂交草莓品种。它既有凤梨草莓果实较大的特点，又富有森林草莓独特而浓郁的芳香。 
这种杂交在自然情况下不会发生，因为凤梨草莓拥有八组染色体而森林草莓只有两组，反复雜交會出現不可育的後代。
研究人员将森林草莓的组织用秋水仙素处理以使染色体加倍，并将其与凤梨草莓杂交，造出了挺拔而多产的子代。研究证实，这种子代是十倍体（含有十组染色体）
森林凤梨草莓在商业上尚不重要，但前景广阔。虽然其植株如凤梨草莓般挺括，果实也如森林草莓般风味独特，但果实本身仍显得太小。

## 森林凤梨草莓的栽培品种
下面的十倍体草莓品种由位于Balsgård的瑞典育种计划发表：
- 'Annelie'  (1977)
- 'Sara'  (1988) — 'Annelie' × [('Sparkle' × F. vesca 4×) open pollinated]
- 'Rebecka'  (1998) — ('Fern' × F. vesca 4×) × F. × ananassa F861502

German F. × vescana cultivars:
- 'Spadeka'  (1977)
- 'Florika'  (1989) — ('Sparkle' × F. vesca 'Semperflorens' 4x) × 'Klettererdbeere Hummi'